# Fjærland
Fjærland o Mundal és una vila de la municipalitat de Sogndal, al fons del Fjærlandsfjorden, al comtat de Sogn og Fjordane, a Noruega. El Fjærlandfjorden és un braç en direcció nord del Sognefjord, el fiord més llarg de Noruega. La vila està ubicada uns 31 km al nord-oest del centre municipal de Sogndalsfjøra, al llarg de la Norwegian National Road 5. El poble i els seus voltants engloben un ric país agrícola, incloses les àrees properes de Bøyum i Oygard.
Els braços de les glaceres Bøyabreen i Supphellebreen (una part de la glacera Jostedalsbreen) i el Museu de les glaceres noruegues es troben a prop. Fjærland també és la vila del llibre noruega, amb llibreries situades en antigues cases de vaques i porcs. També hi ha botigues de llibres al moll del ferri i a l'Hotel Mundal. L'hotel Mundal és un antic edifici de fusta d'estil del segle xix que encara és un negoci actiu com a hotel. Va ser propietat de la família Orheim durant més de cent anys, fins a l'agost del 2008, data en què es va vendre.
L'Església de Fjærland es troba al poble i dona servei a tota la zona de Fjærland.

## Història
Fjærland va ser primer part de la municipalitat de Sogndal, però l'any 1849 va ser transferit a la recent creada municipalitat de Sogndal. Històricament, l'únic transport cap a Fjærland es feia per ferri al llarg del Fjærlandsfjorden. L'any 1986, el Túnel de Fjærland es va obrir connectant Fjærland amb el poble de  Skei al veí municipi de Jølster al nord-oest. El 1994, es va obrir el Túnel de Frudal al sud-est que connectava Fjærland amb el poble de Sogndalsfjøra al municipi veí de Sogndal. Aquests túnels són ara el millor accés des del gran districte de la costa oest de Noruega cap a la capital, Oslo. La finalització del Túnel de Frudal va ser el principal motiu pel qual la zona de Fjærland va deixar el municipi de Balestrand i es va fusionar amb el municipi de Sogndal l'1 de gener de 2000.

## L'església de Fjærland
L'Església de Fjærland es troba al poble i dona servei a tota la zona de Fjærland.
Els primers registres històrics existents de l'església es remunten a l'any 1308, però la primera església a Fjærland va ser construïda probablement al segle xii i va ser una església esvelta. El 1610, l'església va ser destruïda en una tempesta. A Mundal es va construir una nova església emmarcada amb fusta per substituir l'antiga. El 1861, l'església fou enderrocada per deixar lloc a l'església actual. El 1931, l'església fou ampliada i remodelada. L'arquitecte Johan Lindstrom va ser el responsable de l'expansió important de l'església aquell any. Durant la reforma, es va eliminar l'antiga espadanya i es va col·locar una agulla amb una creu al seu lloc, donant a l'església un aspecte únic. L'església va ser consagrada de nou el 13 d'agost de 1931 pel bisbe Andreas Fleischer després de les reformes.
Aquesta església va formar part de la parròquia de Balestrand fins a l'any 2000 data en la qual es va canviar tota la zona al municipi de Sogndal (i a la parròquia de Sogndal).

## Galeria

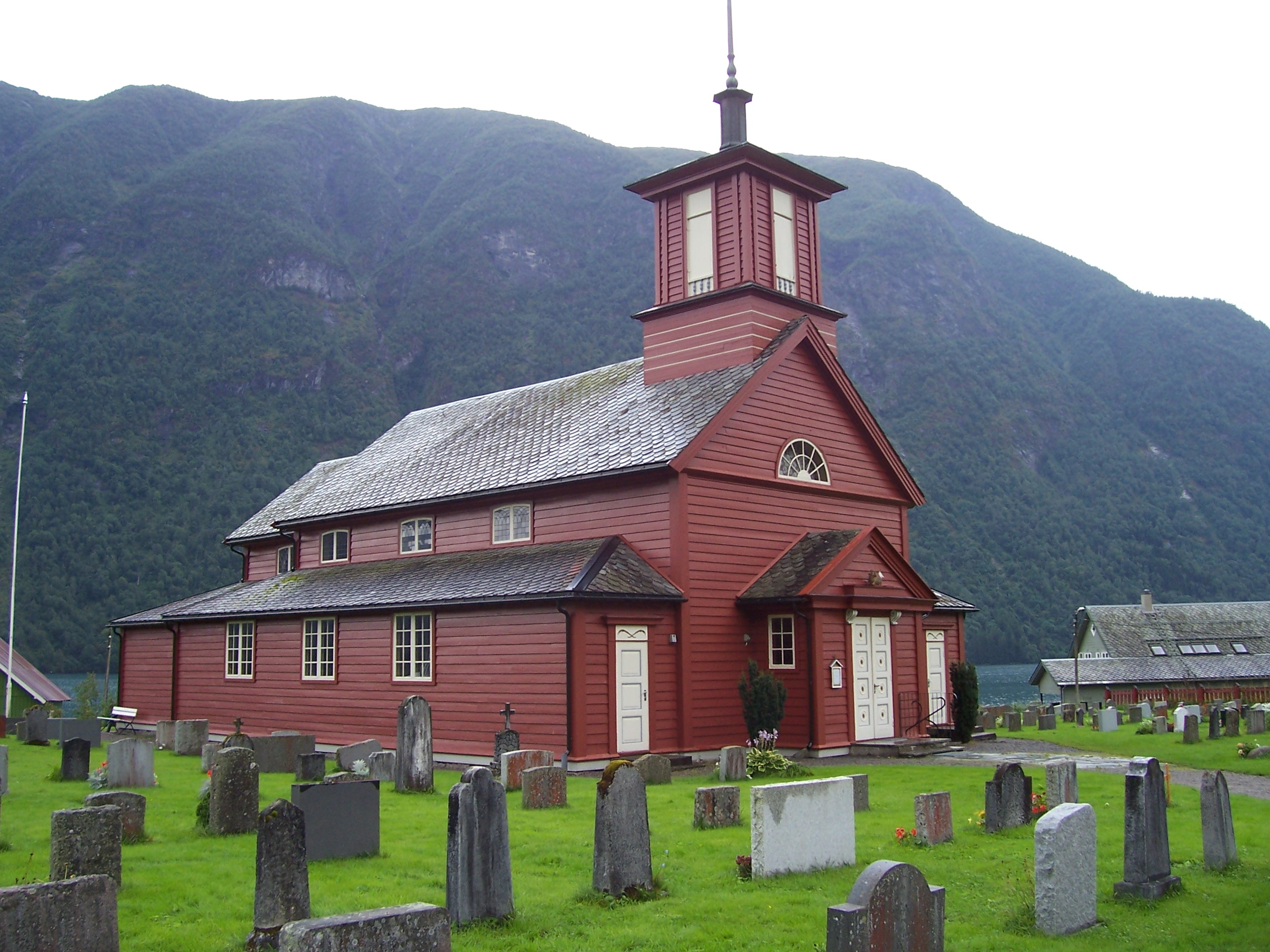
Front exterior.
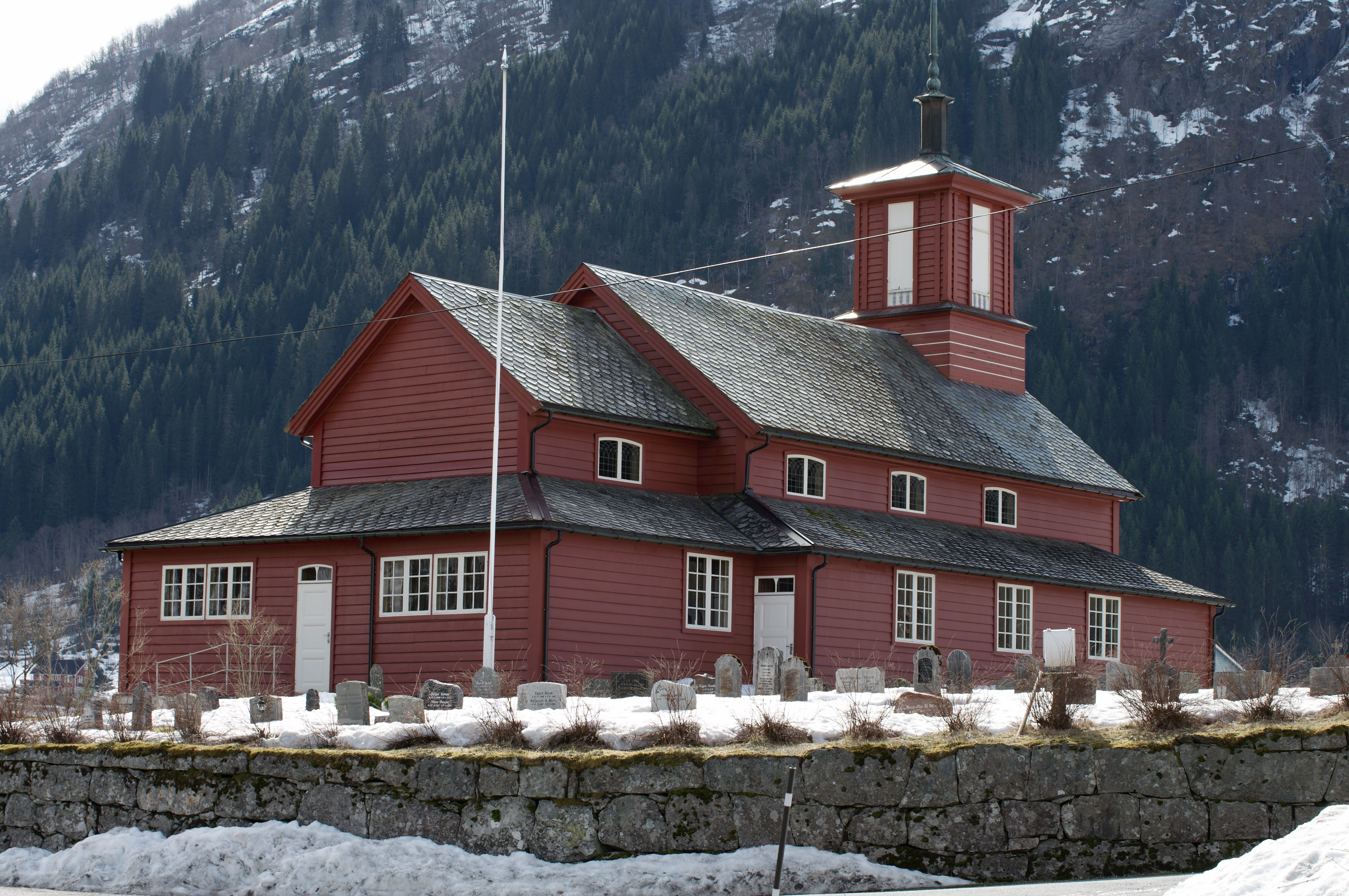
Part posterior exterior.
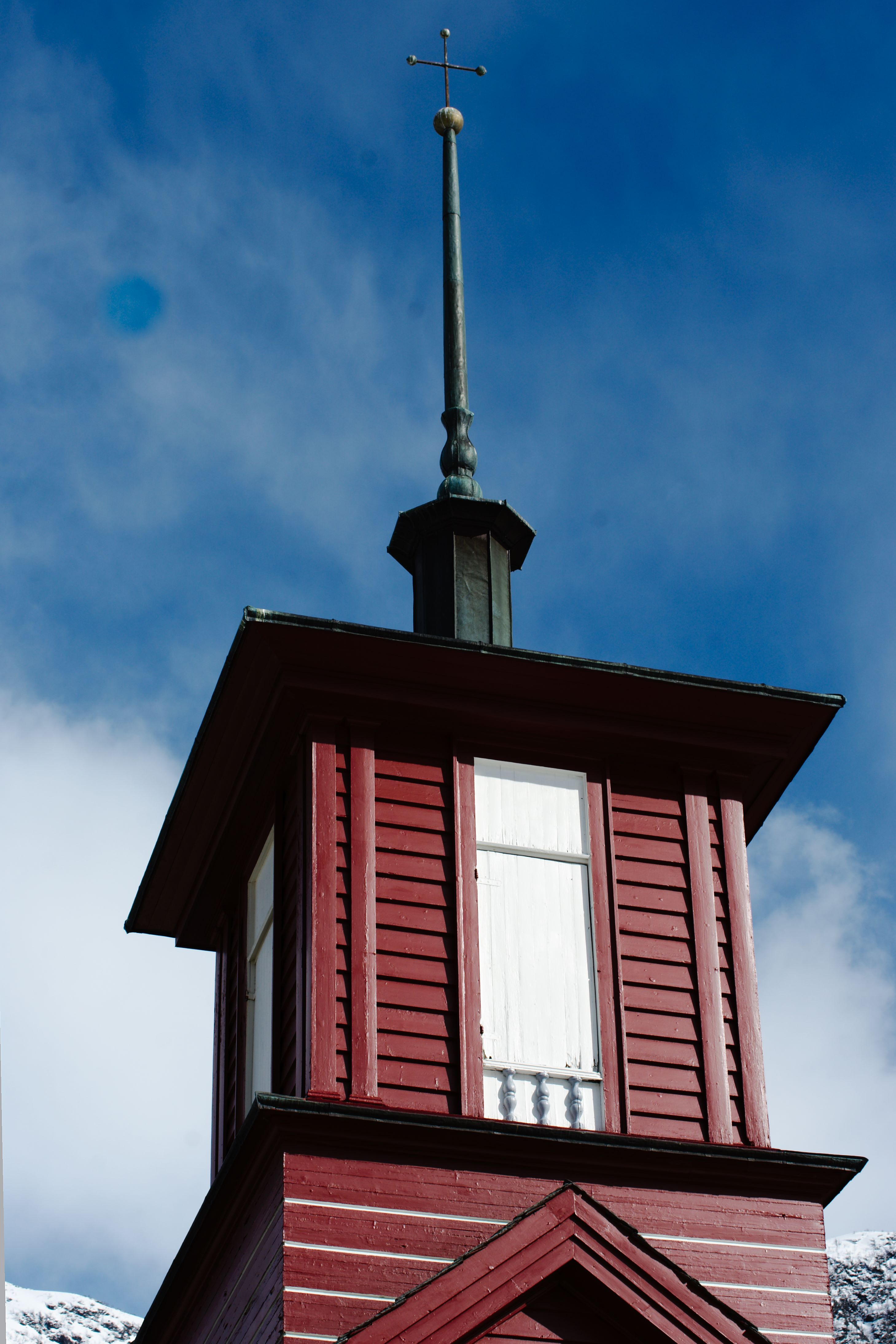
Vista de l'agulla.
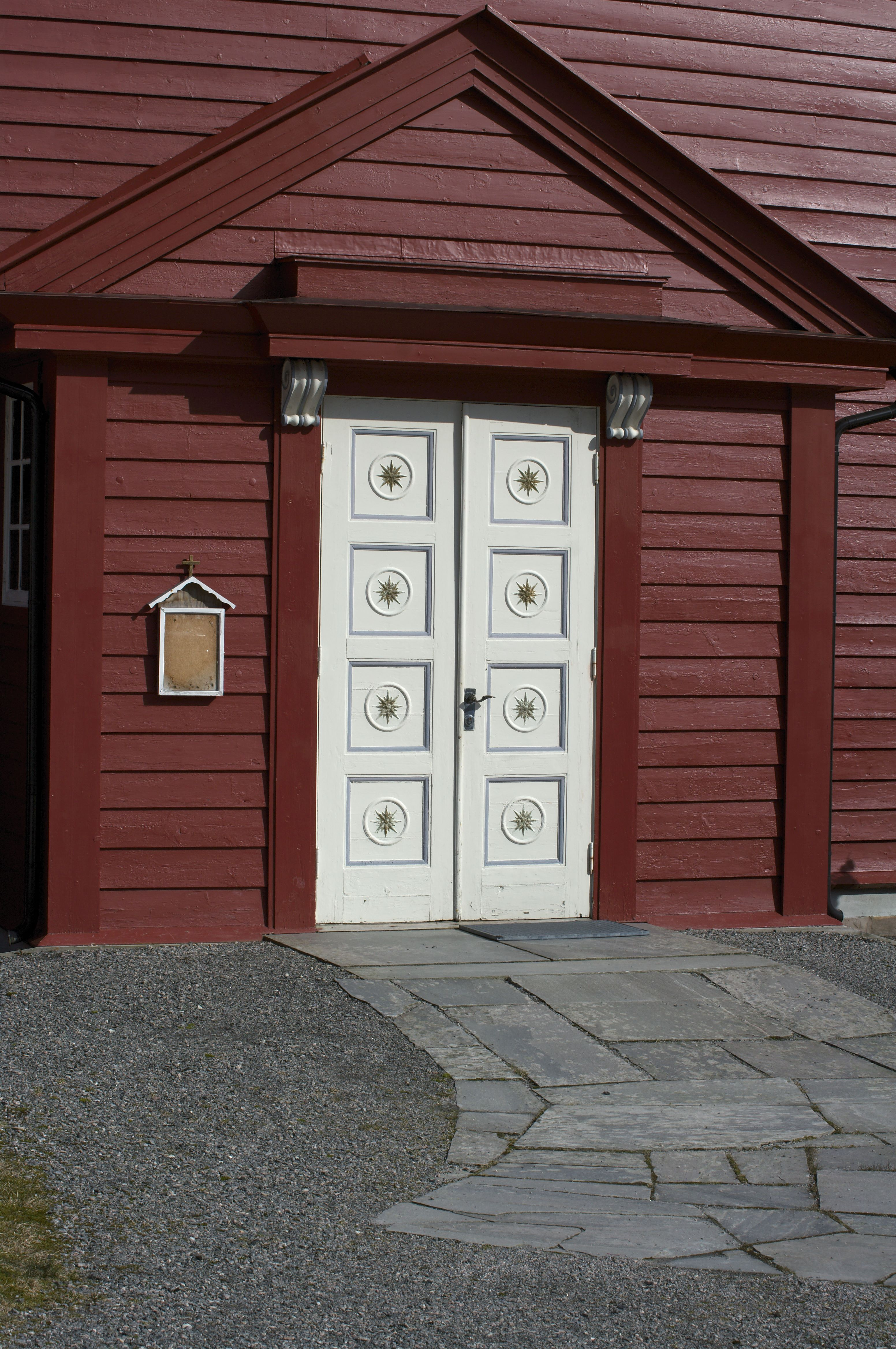
Vista de la porta principal.
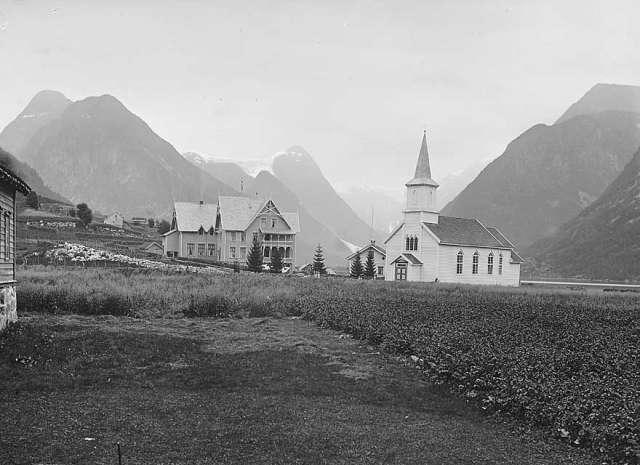
Vista de l'església abans de la reconstrucció de l'any 1931.